# Coeliccia didyma
Coeliccia didyma är en trollsländeart som först beskrevs av Selys 1863.  Coeliccia didyma ingår i släktet Coeliccia och familjen flodflicksländor. IUCN kategoriserar arten globalt som livskraftig. Inga underarter finns listade i Catalogue of Life.